# 屠奎
屠奎（1468年—？），字文奎，浙江嘉兴府平湖县人，軍籍，明朝政治人物。

## 生平
弘治五年（1492年）壬子科浙江鄉試第十五名舉人。弘治十二年（1499年）中式己未科會試第二百二十六名，三甲第一百八十名進士。授兵部主事，升员外郎，正德四年（1509年）正月授監察御史，巡按福建，查盘钱粮，五年十月升江西布政司左参议。

## 家族
曾祖屠湘，贈刑部右侍郎；祖屠桢，號西溪，以子熙贈武昌府推官；父屠熙（？-1514年），字元明，號三一居士，成化甲午舉人，官太平府同知。母陸氏，封孺人。重庆下。弟屠垔、屠壆、屠圭、屠垕、屠垚、屠𡒊、屠堂、屠應塤（监生）。